# Élections municipales de 2005 en Montérégie
Les élections municipales québécoises de 2005 se déroulent le 6 novembre 2005. Elles permettent d'élire les maires et les conseillers de chacune des municipalités locales du Québec, ainsi que les préfets de quelques municipalités régionales de comté.
Elles permettent de déterminer les maires et les conseillers de chacune des municipalités locales de même que certains préfets. Ces élections sont les premières tenues en vertu de la Loi sur les élections et les référendums dans les municipalités adoptée en 2001 par l'Assemblée nationale du Québec, qui instaure une nouvelle procédure prévoyant de tenir les élections de tous les postes municipaux dans toutes les municipalités la même journée.

## Montérégie

### Acton Vale
| Candidats pour la mairie            | Vote  | %    |
| ----------------------------------- | ----- | ---- |
| Juliette Dupuis                     | 1 872 | 82,8 |
| Luc Champagne                       | 390   | 17,2 |
| Nombre d'électeurs inscrits : 5 917 |       |      |

### Ange-Gardien
| Candidats pour la mairie | Vote            | %               |
| ------------------------ | --------------- | --------------- |
| Rosaire Houle            | Sans opposition | Sans opposition |

### Beauharnois
| Candidats pour la mairie | Vote            | %               |
| ------------------------ | --------------- | --------------- |
| Daniel Charlebois        | Sans opposition | Sans opposition |

### Belœil
| Partis                               | Partis           | Candidats pour la mairie                  | Vote  | %    |
| ------------------------------------ | ---------------- | ----------------------------------------- | ----- | ---- |
|                                      | Équipe Jeannotte | Réal Jeannotte (Sortant d'un autre poste) | 4 257 | 62,0 |
|                                      | Équipe Bédard    | Marcel Bédard (Sortant)                   | 2 609 | 38,0 |
| Nombre d'électeurs inscrits : 14 447 |                  |                                           |       |      |

### Béthanie
| Candidats pour la mairie   | Vote            | %               |
| -------------------------- | --------------- | --------------- |
| Chantal Beauregard Favreau | Sans opposition | Sans opposition |

### Boucherville
| Partis | Partis                                            | Candidats pour la mairie | Vote            | %               |
| ------ | ------------------------------------------------- | ------------------------ | --------------- | --------------- |
|        | Renouveau démocratique municipal - Équipe Gadbois | Francine Gadbois         | Sans opposition | Sans opposition |

### Bromont
| Candidats pour la mairie            | Vote  | %     |
| ----------------------------------- | ----- | ----- |
| Pauline Quinlan                     | 1 791 | 72,69 |
| Ruth Dupont                         | 673   | 27,31 |
| Nombre d'électeurs inscrits : 4 479 |       |       |

### Brossard
| Partis                               | Partis                              | Candidats pour la mairie | Vote   | %     |
| ------------------------------------ | ----------------------------------- | ------------------------ | ------ | ----- |
|                                      | Démocratie Brossard Democracy       | Jean-Marc Pelletier      | 10 089 | 58,13 |
|                                      | Action Brossard - Équipe Guyot Team | Raymond Guyot            | 7 268  | 41,87 |
| Nombre d'électeurs inscrits : 51 818 |                                     |                          |        |       |

### Calixa-Lavallée
| Candidats pour la mairie | Vote            | %               |
| ------------------------ | --------------- | --------------- |
| Jean-Robert Grenier      | Sans opposition | Sans opposition |

### Candiac
| Partis                               | Partis                                | Candidats pour la mairie | Vote  | %     |
| ------------------------------------ | ------------------------------------- | ------------------------ | ----- | ----- |
|                                      | Équipe André J. Côté / Action Candiac | André J. Côté (Sortant)  | 3 119 | 62,18 |
|                                      | Équipe des citoyens                   | Hubert Saumure           | 1 897 | 37,82 |
| Nombre d'électeurs inscrits : 10 859 |                                       |                          |       |       |

### Carignan
| Partis                              | Partis                              | Candidats pour la mairie | Vote  | %     |
| ----------------------------------- | ----------------------------------- | ------------------------ | ----- | ----- |
|                                     | Équipe Legendre                     | Jean-Guy Legendre        | 1 599 | 55,20 |
|                                     | Équipe Lecavalier - Action Carignan | Jocelyne Lecavalier      | 1 298 | 44,80 |
| Nombre d'électeurs inscrits : 5 359 |                                     |                          |       |       |

### Chambly
| Partis                               | Partis                                       | Candidats pour la mairie | Vote  | %     |
| ------------------------------------ | -------------------------------------------- | ------------------------ | ----- | ----- |
|                                      | Action Chambly/Équipe Denis Lavoie           | Denis Lavoie             | 3 627 | 50,01 |
|                                      | Équipe Bourbonnais - Parti municipal Chambly | Pierre Bourbonnais       | 3 626 | 49,99 |
| Nombre d'électeurs inscrits : 15 755 |                                              |                          |       |       |

### Châteauguay
| Partis                               | Partis                               | Candidats pour la mairie | Vote  | %     |
| ------------------------------------ | ------------------------------------ | ------------------------ | ----- | ----- |
|                                      | Ralliement Châteauguay/Équipe Pavone | Sergio Pavone            | 9 440 | 60,10 |
|                                      | Action Châteauguay/Équipe Desjardins | Alain Desjardins         | 6 266 | 39,90 |
| Nombre d'électeurs inscrits : 32 088 |                                      |                          |       |       |

### Contrecœur
| Partis                              | Partis                 | Candidats pour la mairie | Vote  | %     |
| ----------------------------------- | ---------------------- | ------------------------ | ----- | ----- |
|                                     | Équipe Dansereau       | Suzanne Dansereau        | 1 558 | 62,17 |
|                                     | Équipe nouvelle vision | Michel Couture           | 948   | 37,83 |
| Nombre d'électeurs inscrits : 4 477 |                        |                          |       |       |

### Coteau-du-Lac
| Candidats pour la mairie            | Vote  | %     |
| ----------------------------------- | ----- | ----- |
| Robert Sauvé (Sortant)              | 1 522 | 60,61 |
| Claude Sauvé                        | 989   | 39,39 |
| Nombre d'électeurs inscrits : 4 649 |       |       |

### Delson
| Partis | Partis                             | Candidats pour la mairie | Vote            | %               |
| ------ | ---------------------------------- | ------------------------ | --------------- | --------------- |
|        | Action Delson/Équipe Georges Gagné | Georges Gagné            | Sans opposition | Sans opposition |

### Dundee
| Candidats pour la mairie          | Vote | %     |
| --------------------------------- | ---- | ----- |
| Jean Armstrong                    | 92   | 16,19 |
| Denis Mailhot                     | 47   | 83,81 |
| Nombre d'électeurs inscrits : 312 |      |       |

### Elgin
| Candidats pour la mairie          | Vote | %     |
| --------------------------------- | ---- | ----- |
| Jean-Pierre Proulx                | 165  | 51,08 |
| Jacques Madison Hekimian          | 158  | 48,92 |
| Nombre d'électeurs inscrits : 408 |      |       |

### Farnham
| Candidats pour la mairie | Vote            | %               |
| ------------------------ | --------------- | --------------- |
| Josef Hüsler             | Sans opposition | Sans opposition |

### Franklin
| Candidats pour la mairie            | Vote | %     |
| ----------------------------------- | ---- | ----- |
| Suzanne Yelle Blair                 | 589  | 59,74 |
| Guy Fortier                         | 337  | 34,18 |
| Gaëtan Tremblay                     | 60   | 6,08  |
| Nombre d'électeurs inscrits : 1 472 |      |       |

### Godmanchester
| Candidats pour la mairie | Vote            | %               |
| ------------------------ | --------------- | --------------- |
| Pierre Poirier (Sortant) | Sans opposition | Sans opposition |

### Granby
| Candidats pour la mairie             | Vote  | %     |
| ------------------------------------ | ----- | ----- |
| Richard Goulet                       | 9 639 | 57,49 |
| Denis Dumas                          | 5 069 | 30,23 |
| André-Guy Racine                     | 2 059 | 12,28 |
| Nombre d'électeurs inscrits : 37 053 |       |       |

### Havelock
| Candidats pour la mairie | Vote            | %               |
| ------------------------ | --------------- | --------------- |
| Denis Henderson          | Sans opposition | Sans opposition |

### Hemmingford (municipalité de canton)
| Candidats pour la mairie            | Vote | %     |
| ----------------------------------- | ---- | ----- |
| Jean-Pierre Bergeron                | 394  | 72,43 |
| Julien Dion                         | 150  | 27,57 |
| Nombre d'électeurs inscrits : 1 362 |      |       |

### Hemmingford (municipalité de village)
| Candidats pour la mairie | Vote            | %               |
| ------------------------ | --------------- | --------------- |
| Drew Somerville          | Sans opposition | Sans opposition |

### Henryville
| Candidats pour la mairie            | Vote | %     |
| ----------------------------------- | ---- | ----- |
| Carole Gagné                        | 438  | 59,92 |
| Serge Lafrance                      | 203  | 27,77 |
| Luc Charbonneau                     | 90   | 12,31 |
| Nombre d'électeurs inscrits : 1 181 |      |       |

### Hinchinbrooke
| Candidats pour la mairie | Vote            | %               |
| ------------------------ | --------------- | --------------- |
| Normand Crête            | Sans opposition | Sans opposition |

### Howick
| Candidats pour la mairie          | Vote | %     |
| --------------------------------- | ---- | ----- |
| Denis Loiselle                    | 257  | 81,33 |
| Zorach-Zdzislaw Maizel            | 59   | 18,67 |
| Nombre d'électeurs inscrits : 474 |      |       |

### Hudson
| Candidats pour la mairie | Vote            | %               |
| ------------------------ | --------------- | --------------- |
| Élizabeth Corker         | Sans opposition | Sans opposition |

### Huntingdon
| Candidats pour la mairie | Vote            | %               |
| ------------------------ | --------------- | --------------- |
| Stéphane Gendron         | Sans opposition | Sans opposition |

### L'Île-Cadieux
| Candidats pour la mairie | Vote            | %               |
| ------------------------ | --------------- | --------------- |
| Marc-André Léger         | Sans opposition | Sans opposition |

### L'Île-Perrot
| Candidats pour la mairie | Vote            | %               |
| ------------------------ | --------------- | --------------- |
| Marc Roy                 | Sans opposition | Sans opposition |

### La Prairie
| Partis                               | Partis                          | Candidats pour la mairie | Vote  | %     |
| ------------------------------------ | ------------------------------- | ------------------------ | ----- | ----- |
|                                      | Parti de l'équipe Lucie Roussel | Lucie Roussel            | 3 851 | 50,86 |
|                                      | Équipe Louise Tremblay          | Louise Tremblay          | 2 623 | 34,64 |
|                                      | Renouveau de La Prairie         | Denis Blanchet           | 1 098 | 14,50 |
| Nombre d'électeurs inscrits : 15 913 |                                 |                          |       |       |

### La Présentation
| Candidats pour la mairie | Vote            | %               |
| ------------------------ | --------------- | --------------- |
| Claude Roger             | Sans opposition | Sans opposition |

### Lacolle
| Candidats pour la mairie            | Vote | %     |
| ----------------------------------- | ---- | ----- |
| Yves Duteau                         | 717  | 70,92 |
| Roger Demers                        | 294  | 29,08 |
| Nombre d'électeurs inscrits : 1 973 |      |       |

### Léry
| Candidats pour la mairie | Vote            | %               |
| ------------------------ | --------------- | --------------- |
| Yvon Mailhot             | Sans opposition | Sans opposition |

### Les Cèdres
| Candidats pour la mairie            | Vote  | %     |
| ----------------------------------- | ----- | ----- |
| Géraldine T. Quesnel (Sortante)     | 1 558 | 58,31 |
| Claude Monté                        | 1 114 | 41,69 |
| Nombre d'électeurs inscrits : 4 244 |       |       |

### Les Coteaux
| Candidats pour la mairie            | Vote | %     |
| ----------------------------------- | ---- | ----- |
| Réal Boisvert (Sortant)             | 776  | 78,94 |
| Gérard Dostie                       | 207  | 21,06 |
| Nombre d'électeurs inscrits : 2 726 |      |       |

### Longueuil
| Partis                                | Partis                                 | Candidats pour la mairie | Vote   | %     |
| ------------------------------------- | -------------------------------------- | ------------------------ | ------ | ----- |
|                                       | Parti municipal Rive-Sud/ Équipe Gladu | Claude Gladu             | 40 384 | 64,22 |
|                                       | Ralliement Longueuil                   | Claude Lamoureux         | 22 502 | 35,78 |
| Nombre d'électeurs inscrits : 170 811 |                                        |                          |        |       |

### Marieville
| Partis | Partis                                       | Candidats pour la mairie | Vote            | %               |
| ------ | -------------------------------------------- | ------------------------ | --------------- | --------------- |
|        | Parti municipal Marieville - Équipe Marchand | Michel Marchand          | Sans opposition | Sans opposition |

### Massueville
| Candidats pour la mairie          | Vote | %     |
| --------------------------------- | ---- | ----- |
| Denis Marion                      | 221  | 65,57 |
| Pierre Michaud                    | 116  | 34,43 |
| Nombre d'électeurs inscrits : 426 |      |       |

### McMasterville
| Candidats pour la mairie | Vote            | %               |
| ------------------------ | --------------- | --------------- |
| Gilles Plante            | Sans opposition | Sans opposition |

### Mercier
| Partis                              | Partis                                         | Candidats pour la mairie | Vote  | %     |
| ----------------------------------- | ---------------------------------------------- | ------------------------ | ----- | ----- |
|                                     | Parti des citoyens de Mercier - Équipe Lambert | Jacques Lambert          | 2 262 | 51,96 |
|                                     | Équipe Sévigny                                 | Réal Sévigny             | 1 506 | 34,60 |
|                                     | Option Mercier/Équipe Colpron                  | Jean-Luc Colpron         | 585   | 13,44 |
| Nombre d'électeurs inscrits : 7 448 |                                                |                          |       |       |

### Mont-Saint-Grégoire
| Candidats pour la mairie            | Vote | %     |
| ----------------------------------- | ---- | ----- |
| Suzanne Boulais                     | 640  | 55,27 |
| Alain Déom                          | 518  | 44,73 |
| Nombre d'électeurs inscrits : 2 317 |      |       |

### Mont-Saint-Hilaire
| Candidats pour la mairie             | Vote  | %     |
| ------------------------------------ | ----- | ----- |
| Michel Gilbert                       | 4 516 | 78,04 |
| Paul Sofio                           | 1 271 | 21,96 |
| Nombre d'électeurs inscrits : 12 157 |       |       |

### Napierville
| Candidats pour la mairie | Vote            | %               |
| ------------------------ | --------------- | --------------- |
| Alain Fredette           | Sans opposition | Sans opposition |

### Notre-Dame-de-l'Île-Perrot
| Candidats pour la mairie            | Vote  | %     |
| ----------------------------------- | ----- | ----- |
| Serge Roy                           | 1 717 | 58,70 |
| Jacques Sirois                      | 1 208 | 41,30 |
| Nombre d'électeurs inscrits : 6 862 |       |       |

### Noyan
| Candidats pour la mairie | Vote            | %               |
| ------------------------ | --------------- | --------------- |
| Réal Ryan                | Sans opposition | Sans opposition |

### Ormstown
| Candidats pour la mairie            | Vote | %     |
| ----------------------------------- | ---- | ----- |
| John McCaig                         | 648  | 51,59 |
| Chrystian Soucy                     | 608  | 48,41 |
| Nombre d'électeurs inscrits : 2 819 |      |       |

### Otterburn Park
| Partis                              | Partis           | Candidats pour la mairie | Vote  | %     |
| ----------------------------------- | ---------------- | ------------------------ | ----- | ----- |
|                                     | Indépendant      | Gérard Schafroth         | 1 430 | 59,09 |
|                                     | Équipe Chalifoux | Richard Chalifoux        | 990   | 40,91 |
| Nombre d'électeurs inscrits : 6 002 |                  |                          |       |       |

### Pincourt
| Candidats pour la mairie | Vote            | %               |
| ------------------------ | --------------- | --------------- |
| Michel Kandyba           | Sans opposition | Sans opposition |

### Pointe-des-Cascades
| Candidats pour la mairie          | Vote | %     |
| --------------------------------- | ---- | ----- |
| Francis Masse                     | 272  | 57,50 |
| Ronald Hayes                      | 201  | 42,50 |
| Nombre d'électeurs inscrits : 787 |      |       |

### Pointe-Fortune
| Candidats pour la mairie          | Vote | %     |
| --------------------------------- | ---- | ----- |
| Davio Doughty                     | 140  | 70,71 |
| Georges Zervachos                 | 58   | 29,29 |
| Nombre d'électeurs inscrits : 372 |      |       |

### Richelieu
| Partis                              | Partis                   | Candidats pour la mairie | Vote | %     |
| ----------------------------------- | ------------------------ | ------------------------ | ---- | ----- |
|                                     | Coalition richeloise     | Jacques Ladouceur        | 963  | 55,92 |
|                                     | Parti union démocratique | Raymond Guertin          | 759  | 44,08 |
| Nombre d'électeurs inscrits : 3 955 |                          |                          |      |       |

### Rigaud
| Partis | Partis              | Candidats pour la mairie | Vote            | %               |
| ------ | ------------------- | ------------------------ | --------------- | --------------- |
|        | Équipe Réal Brazeau | Réal Brazeau             | Sans opposition | Sans opposition |

### Rivière-Beaudette
| Candidats pour la mairie            | Vote | %     |
| ----------------------------------- | ---- | ----- |
| Denis Brodeur                       | 468  | 62,23 |
| Dany Paquet                         | 284  | 37,77 |
| Nombre d'électeurs inscrits : 1 324 |      |       |

### Rougemont
| Candidats pour la mairie | Vote            | %               |
| ------------------------ | --------------- | --------------- |
| Susie Dubois             | Sans opposition | Sans opposition |

### Roxton
| Candidats pour la mairie | Vote            | %               |
| ------------------------ | --------------- | --------------- |
| Jean Lavallée            | Sans opposition | Sans opposition |

### Roxton Falls
| Candidats pour la mairie            | Vote | %     |
| ----------------------------------- | ---- | ----- |
| Jean-Marie Laplante                 | 511  | 71,67 |
| Roger Grondin (Sortant)             | 202  | 28,33 |
| Nombre d'électeurs inscrits : 1 069 |      |       |

### Roxton Pond
| Candidats pour la mairie | Vote            | %               |
| ------------------------ | --------------- | --------------- |
| Raymond Loignon          | Sans opposition | Sans opposition |

### Saint-Aimé
| Candidats pour la mairie          | Vote | %     |
| --------------------------------- | ---- | ----- |
| Louis Hemmings                    | 219  | 73,49 |
| Claude Proulx                     | 79   | 26,51 |
| Nombre d'électeurs inscrits : 409 |      |       |

### Saint-Alexandre
| Candidats pour la mairie            | Vote | %     |
| ----------------------------------- | ---- | ----- |
| André Bergeron                      | 571  | 57,10 |
| Patrick Milot                       | 429  | 42,90 |
| Nombre d'électeurs inscrits : 1 671 |      |       |

### Saint-Alphonse
| Candidats pour la mairie | Vote            | %               |
| ------------------------ | --------------- | --------------- |
| Clément Choinière        | Sans opposition | Sans opposition |

### Saint-Amable
| Partis | Partis | Candidats pour la mairie | Vote            | %               |
| ------ | ------ | ------------------------ | --------------- | --------------- |
|        | Essor  | Simon Lacoste            | Sans opposition | Sans opposition |

### Saint-Anicet
| Candidats pour la mairie | Vote            | %               |
| ------------------------ | --------------- | --------------- |
| Alain Castagner          | Sans opposition | Sans opposition |

### Saint-Antoine-sur-Richelieu
| Candidats pour la mairie | Vote            | %               |
| ------------------------ | --------------- | --------------- |
| Raymond Billette         | Sans opposition | Sans opposition |

### Saint-Barnabé-Sud
| Candidats pour la mairie | Vote            | %               |
| ------------------------ | --------------- | --------------- |
| Richard Leblanc          | Sans opposition | Sans opposition |

### Saint-Basile-le-Grand
| Partis                               | Partis                                | Candidats pour la mairie | Vote  | %     |
| ------------------------------------ | ------------------------------------- | ------------------------ | ----- | ----- |
|                                      | Action municipale grandbasiloise      | Michel Carrières         | 2 916 | 55,29 |
|                                      | Option-démocratie (Équipe Desjardins) | Yves Desjardins          | 2 358 | 44,71 |
| Nombre d'électeurs inscrits : 11 107 |                                       |                          |       |       |

### Saint-Bernard-de-Lacolle
| Candidats pour la mairie | Vote            | %               |
| ------------------------ | --------------- | --------------- |
| André Garceau            | Sans opposition | Sans opposition |

### Saint-Bernard-de-Michaudville
| Candidats pour la mairie | Vote            | %               |
| ------------------------ | --------------- | --------------- |
| Francine Morin           | Sans opposition | Sans opposition |

### Saint-Blaise-sur-Richelieu
| Candidats pour la mairie            | Vote | %     |
| ----------------------------------- | ---- | ----- |
| Ginette Bieri-Dumesnil              | 514  | 52,88 |
| Alain Gaucher                       | 458  | 47,12 |
| Nombre d'électeurs inscrits : 1 642 |      |       |

### Saint-Bruno-de-Montarville
| Partis                               | Partis                                                          | Candidats pour la mairie | Vote  | %     |
| ------------------------------------ | --------------------------------------------------------------- | ------------------------ | ----- | ----- |
|                                      | Alliance municipale de Saint-Bruno-de-Montarville               | Claude Benjamin          | 5 353 | 60,77 |
|                                      | Coalition des citoyens de Saint-Bruno / Équipe Ginette Durocher | Ginette Durocher         | 3 456 | 39,23 |
| Nombre d'électeurs inscrits : 18 340 |                                                                 |                          |       |       |

### Saint-Césaire
| Partis | Partis              | Candidats pour la mairie | Vote            | %               |
| ------ | ------------------- | ------------------------ | --------------- | --------------- |
|        | Unité Saint-Césaire | Yvon Boucher             | Sans opposition | Sans opposition |

### Saint-Charles-sur-Richelieu
| Candidats pour la mairie            | Vote | %     |
| ----------------------------------- | ---- | ----- |
| Benoit DeGagné                      | 406  | 45,36 |
| Jean-Marie Viens                    | 373  | 41,68 |
| Mario Paquet                        | 116  | 12,96 |
| Nombre d'électeurs inscrits : 1 501 |      |       |

### Saint-Chrysostome
| Candidats pour la mairie            | Vote | %     |
| ----------------------------------- | ---- | ----- |
| Gilles Bigras                       | 851  | 68,52 |
| Jocelyne Lefort                     | 391  | 31,48 |
| Nombre d'électeurs inscrits : 1 957 |      |       |

### Saint-Clet
| Candidats pour la mairie            | Vote | %     |
| ----------------------------------- | ---- | ----- |
| Gilles Farand (Sortant)             | 535  | 71,33 |
| Luc Durocher                        | 215  | 28,67 |
| Nombre d'électeurs inscrits : 1 232 |      |       |

### Saint-Constant
| Partis                               | Partis                                                        | Candidats pour la mairie | Vote  | %     |
| ------------------------------------ | ------------------------------------------------------------- | ------------------------ | ----- | ----- |
|                                      | Équipe Gilles Pépin -Action municipale Saint-Constant         | Gilles Pépin             | 4 381 | 56,40 |
|                                      | Regroupement des citoyens et des citoyennes de Saint-Constant | Daniel Ashby             | 3 387 | 43,60 |
| Nombre d'électeurs inscrits : 16 992 |                                                               |                          |       |       |

Élection partielle pour le poste de maire 2008
- Organisée en raison de la destitution du maire Gilles Pépin en 2017. 
  - Réélection de Gilles Pépin à la mairie

### Saint-Cyprien-de-Napierville
| Candidats pour la mairie            | Vote | %     |
| ----------------------------------- | ---- | ----- |
| André Tremblay                      | 435  | 53,90 |
| Normand Lefebvre (Sortant)          | 372  | 46,10 |
| Nombre d'électeurs inscrits : 1 124 |      |       |

### Saint-Damase
| Candidats pour la mairie | Vote            | %               |
| ------------------------ | --------------- | --------------- |
| Germain Chabot           | Sans opposition | Sans opposition |

### Saint-David
| Candidats pour la mairie | Vote            | %               |
| ------------------------ | --------------- | --------------- |
| Raymond Arel             | Sans opposition | Sans opposition |

### Saint-Denis-sur-Richelieu
| Candidats pour la mairie            | Vote | %     |
| ----------------------------------- | ---- | ----- |
| Jacques Villemaire                  | 647  | 60,64 |
| Pauline Ayotte-Bourgeault           | 420  | 39,36 |
| Nombre d'électeurs inscrits : 1 750 |      |       |

### Saint-Dominique
| Candidats pour la mairie | Vote            | %               |
| ------------------------ | --------------- | --------------- |
| Robert Houle             | Sans opposition | Sans opposition |

### Saint-Édouard
| Candidats pour la mairie | Vote            | %               |
| ------------------------ | --------------- | --------------- |
| Roger Lussier            | Sans opposition | Sans opposition |

### Saint-Étienne-de-Beauharnois
| Candidats pour la mairie          | Vote | %     |
| --------------------------------- | ---- | ----- |
| Gaétan Ménard (Sortant)           | 292  | 61,73 |
| Michel Myre                       | 181  | 38,27 |
| Nombre d'électeurs inscrits : 602 |      |       |

### Saint-Georges-de-Clarenceville
| Candidats pour la mairie          | Vote | %     |
| --------------------------------- | ---- | ----- |
| Kenneth Miller                    | 384  | 62,75 |
| André Lamarre                     | 228  | 37,25 |
| Nombre d'électeurs inscrits : 892 |      |       |

### Saint-Gérard-Majella
| Candidats pour la mairie          | Vote | %     |
| --------------------------------- | ---- | ----- |
| Charles Lachapelle                | 93   | 51,38 |
| Luc Cloutier                      | 88   | 48,62 |
| Nombre d'électeurs inscrits : 242 |      |       |

### Saint-Hugues
| Candidats pour la mairie | Vote            | %               |
| ------------------------ | --------------- | --------------- |
| Marcel Gerbeau           | Sans opposition | Sans opposition |

### Saint-Hyacinthe
| Candidats pour la mairie             | Vote   | %     |
| ------------------------------------ | ------ | ----- |
| Claude Bernier                       | 12 040 | 80,84 |
| Dale Daigneault-Denio                | 2 853  | 19,16 |
| Nombre d'électeurs inscrits : 40 364 |        |       |

### Saint-Isidore
| Candidats pour la mairie | Vote            | %               |
| ------------------------ | --------------- | --------------- |
| Gilles Yelle             | Sans opposition | Sans opposition |

### Saint-Jacques-le-Mineur
| Candidats pour la mairie | Vote            | %               |
| ------------------------ | --------------- | --------------- |
| Camille Beaudin          | Sans opposition | Sans opposition |

### Saint-Jean-Baptiste
| Candidats pour la mairie | Vote            | %               |
| ------------------------ | --------------- | --------------- |
| Jacques Durand           | Sans opposition | Sans opposition |

### Saint-Jean-sur-Richelieu
| Partis                               | Partis        | Candidats pour la mairie | Vote   | %     |
| ------------------------------------ | ------------- | ------------------------ | ------ | ----- |
|                                      | Équipe Dolbec | Gilles Dolbec            | 14 982 | 61,02 |
|                                      | Indépendant   | Lucille Méthé            | 9 572  | 38,98 |
| Nombre d'électeurs inscrits : 65 529 |               |                          |        |       |

### Saint-Joachim-de-Shefford
| Candidats pour la mairie | Vote            | %               |
| ------------------------ | --------------- | --------------- |
| René Beauregard          | Sans opposition | Sans opposition |

### Saint-Joseph-de-Sorel
| Candidats pour la mairie            | Vote | %     |
| ----------------------------------- | ---- | ----- |
| Olivar Gravel                       | 779  | 95,70 |
| Serge Cossette                      | 35   | 4,30  |
| Nombre d'électeurs inscrits : 1 426 |      |       |

### Saint-Jude
| Candidats pour la mairie | Vote            | %               |
| ------------------------ | --------------- | --------------- |
| André Cyr                | Sans opposition | Sans opposition |

### Saint-Lambert
| Candidats pour la mairie             | Vote  | %     |
| ------------------------------------ | ----- | ----- |
| Sean Finn                            | 4 923 | 70,41 |
| Marc-André Croteau                   | 2 069 | 29,59 |
| Nombre d'électeurs inscrits : 16 500 |       |       |

### Saint-Lazare
| Partis                               | Partis                  | Candidats pour la mairie | Vote  | %     |
| ------------------------------------ | ----------------------- | ------------------------ | ----- | ----- |
|                                      | Union St-Lazare Unified | Paul Carzoli             | 1 626 | 55,29 |
|                                      | Indépendant             | Lorraine Rozon           | 1 315 | 44,71 |
| Nombre d'électeurs inscrits : 11 119 |                         |                          |       |       |

### Saint-Liboire
| Candidats pour la mairie            | Vote | %     |
| ----------------------------------- | ---- | ----- |
| Sylvain Gauvreau                    | 496  | 61,01 |
| Martine Gagné (Sortante)            | 317  | 38,99 |
| Nombre d'électeurs inscrits : 2 035 |      |       |

### Saint-Louis
| Candidats pour la mairie          | Vote | %     |
| --------------------------------- | ---- | ----- |
| Gaëtan Lavallée                   | 268  | 65,69 |
| Jean-Claude Drolet                | 140  | 34,31 |
| Nombre d'électeurs inscrits : 600 |      |       |

### Saint-Louis-de-Gonzague
| Candidats pour la mairie | Vote            | %               |
| ------------------------ | --------------- | --------------- |
| Yves Daoust              | Sans opposition | Sans opposition |

### Saint-Marc-sur-Richelieu
| Candidats pour la mairie            | Vote | %     |
| ----------------------------------- | ---- | ----- |
| Robert Beaudry (Sortant)            | 524  | 54,13 |
| Christiane Kim Cornelissen          | 444  | 45,87 |
| Nombre d'électeurs inscrits : 1 544 |      |       |

### Saint-Marcel-de-Richelieu
| Candidats pour la mairie | Vote            | %               |
| ------------------------ | --------------- | --------------- |
| Yvon Pesant              | Sans opposition | Sans opposition |

### Saint-Mathias-sur-Richelieu
| Candidats pour la mairie            | Vote | %     |
| ----------------------------------- | ---- | ----- |
| Patrice Viens                       | 948  | 72,92 |
| Maurice Carrier                     | 352  | 27,08 |
| Nombre d'électeurs inscrits : 3 401 |      |       |

### Saint-Mathieu
| Candidats pour la mairie | Vote            | %               |
| ------------------------ | --------------- | --------------- |
| Lise Poissant-Charron    | Sans opposition | Sans opposition |

### Saint-Mathieu-de-Belœil
| Candidats pour la mairie            | Vote | %     |
| ----------------------------------- | ---- | ----- |
| Jean Paquette                       | 430  | 50,35 |
| Gérald St-Pierre                    | 424  | 49,65 |
| Nombre d'électeurs inscrits : 1 794 |      |       |

### Saint-Michel
| Candidats pour la mairie | Vote            | %               |
| ------------------------ | --------------- | --------------- |
| Michel Lussier           | Sans opposition | Sans opposition |

### Saint-Nazaire-d'Acton
| Candidats pour la mairie | Vote            | %               |
| ------------------------ | --------------- | --------------- |
| André Fafard             | Sans opposition | Sans opposition |

### Saint-Ours
| Candidats pour la mairie            | Vote | %     |
| ----------------------------------- | ---- | ----- |
| Daniel Arpin                        | 694  | 89,90 |
| Dan Brayer                          | 78   | 10,10 |
| Nombre d'électeurs inscrits : 1 370 |      |       |

### Saint-Patrice-de-Sherrington
| Candidats pour la mairie | Vote            | %               |
| ------------------------ | --------------- | --------------- |
| André Giroux (Sortant)   | Sans opposition | Sans opposition |

### Saint-Paul-d'Abbotsford
| Candidats pour la mairie | Vote            | %               |
| ------------------------ | --------------- | --------------- |
| Martial Gousy            | Sans opposition | Sans opposition |

### Saint-Paul-de-l'Île-aux-Noix
| Candidats pour la mairie            | Vote | %     |
| ----------------------------------- | ---- | ----- |
| Gérard Dutil                        | 453  | 60,00 |
| Serge Beaudry                       | 302  | 40,00 |
| Nombre d'électeurs inscrits : 1 612 |      |       |

### Saint-Philippe
| Candidats pour la mairie            | Vote  | %     |
| ----------------------------------- | ----- | ----- |
| Gaétan Brosseau                     | 1 085 | 51,25 |
| Lise Martin                         | 1 032 | 48,75 |
| Nombre d'électeurs inscrits : 3 684 |       |       |

### Saint-Pie
| Candidats pour la mairie | Vote            | %               |
| ------------------------ | --------------- | --------------- |
| Robert Bergeron          | Sans opposition | Sans opposition |

### Saint-Polycarpe
| Candidats pour la mairie | Vote            | %               |
| ------------------------ | --------------- | --------------- |
| Normand Ménard           | Sans opposition | Sans opposition |

### Saint-Rémi
| Candidats pour la mairie            | Vote  | %     |
| ----------------------------------- | ----- | ----- |
| Michel Lavoie                       | 1 528 | 53,30 |
| Yves Provençal                      | 1 339 | 46,70 |
| Nombre d'électeurs inscrits : 4 657 |       |       |

### Saint-Robert
| Candidats pour la mairie | Vote            | %               |
| ------------------------ | --------------- | --------------- |
| Gilles Salvas            | Sans opposition | Sans opposition |

### Saint-Roch-de-Richelieu
| Candidats pour la mairie            | Vote | %     |
| ----------------------------------- | ---- | ----- |
| Claude Pothier                      | 637  | 69,09 |
| Cécile St-Laurent                   | 285  | 30,91 |
| Nombre d'électeurs inscrits : 1 509 |      |       |

### Saint-Sébastien
| Candidats pour la mairie | Vote            | %               |
| ------------------------ | --------------- | --------------- |
| Michel Surprenant        | Sans opposition | Sans opposition |

### Saint-Simon
| Candidats pour la mairie | Vote            | %               |
| ------------------------ | --------------- | --------------- |
| Normand Corbeil          | Sans opposition | Sans opposition |

### Saint-Stanislas-de-Kostka
| Candidats pour la mairie            | Vote | %     |
| ----------------------------------- | ---- | ----- |
| Gilles Boulé                        | 348  | 39,15 |
| Maurice Vaudrin                     | 283  | 31,83 |
| Jean-Pierre Gaboury                 | 258  | 29,02 |
| Nombre d'électeurs inscrits : 1 413 |      |       |

### Saint-Télesphore
| Candidats pour la mairie          | Vote | %     |
| --------------------------------- | ---- | ----- |
| Claude Cyr                        | 252  | 57,40 |
| Robert Bourgon                    | 187  | 42,60 |
| Nombre d'électeurs inscrits : 622 |      |       |

### Saint-Théodore-d'Acton
| Candidats pour la mairie | Vote            | %               |
| ------------------------ | --------------- | --------------- |
| Christian Rohfs          | Sans opposition | Sans opposition |

### Saint-Urbain-Premier
| Candidats pour la mairie | Vote            | %               |
| ------------------------ | --------------- | --------------- |
| Réjean Beaulieu          | Sans opposition | Sans opposition |

### Saint-Valentin
| Candidats pour la mairie          | Vote | %     |
| --------------------------------- | ---- | ----- |
| Yvon Landry                       | 163  | 51,75 |
| Pierre Chamberland                | 152  | 48,25 |
| Nombre d'électeurs inscrits : 388 |      |       |

### Saint-Valérien-de-Milton
| Candidats pour la mairie            | Vote | %     |
| ----------------------------------- | ---- | ----- |
| Raymonde Plamondon                  | 552  | 64,41 |
| Christian Croteau                   | 305  | 35,59 |
| Nombre d'électeurs inscrits : 1 338 |      |       |

### Saint-Zotique
| Candidats pour la mairie | Vote            | %               |
| ------------------------ | --------------- | --------------- |
| Gaëtane Legault          | Sans opposition | Sans opposition |

### Sainte-Angèle-de-Monnoir
| Candidats pour la mairie            | Vote | %     |
| ----------------------------------- | ---- | ----- |
| Michel Picotte                      | 420  | 75,40 |
| Yvan D'Auteuil                      | 137  | 24,60 |
| Nombre d'électeurs inscrits : 1 139 |      |       |

### Sainte-Anne-de-Sabrevois
| Candidats pour la mairie            | Vote | %     |
| ----------------------------------- | ---- | ----- |
| Denis Rolland                       | 373  | 55,10 |
| Clément Couture                     | 304  | 44,90 |
| Nombre d'électeurs inscrits : 1 484 |      |       |

### Sainte-Anne-de-Sorel
| Candidats pour la mairie | Vote            | %               |
| ------------------------ | --------------- | --------------- |
| Réjane T. Salvail        | Sans opposition | Sans opposition |

### Sainte-Barbe
| Candidats pour la mairie            | Vote | %     |
| ----------------------------------- | ---- | ----- |
| Jean-Claude Chantigny               | 460  | 61,99 |
| Denis Poitras                       | 148  | 19,95 |
| Richard Parisien                    | 134  | 18,06 |
| Nombre d'électeurs inscrits : 1 182 |      |       |

### Sainte-Brigide-d'Iberville
| Candidats pour la mairie     | Vote            | %               |
| ---------------------------- | --------------- | --------------- |
| Patrick Bonvouloir (Sortant) | Sans opposition | Sans opposition |

### Sainte-Catherine
| Partis | Partis                  | Candidats pour la mairie | Vote            | %               |
| ------ | ----------------------- | ------------------------ | --------------- | --------------- |
|        | Parti de l'équipe Bates | Jocelyne Bates           | Sans opposition | Sans opposition |

### Sainte-Cécile-de-Milton
| Candidats pour la mairie | Vote            | %               |
| ------------------------ | --------------- | --------------- |
| Paul Sarrazin            | Sans opposition | Sans opposition |

### Sainte-Christine
| Candidats pour la mairie   | Vote            | %               |
| -------------------------- | --------------- | --------------- |
| Huguette St-Pierre-Beaulac | Sans opposition | Sans opposition |

### Sainte-Clotilde-de-Châteauguay
| Candidats pour la mairie            | Vote | %     |
| ----------------------------------- | ---- | ----- |
| Clément Lemieux                     | 425  | 52,73 |
| Diane Lavigne                       | 381  | 47,27 |
| Nombre d'électeurs inscrits : 1 233 |      |       |

### Sainte-Hélène-de-Bagot
| Candidats pour la mairie | Vote            | %               |
| ------------------------ | --------------- | --------------- |
| Yves Petit               | Sans opposition | Sans opposition |

### Sainte-Julie
| Candidats pour la mairie | Vote            | %               |
| ------------------------ | --------------- | --------------- |
| Suzanne Roy              | Sans opposition | Sans opposition |

### Sainte-Justine-de-Newton
| Candidats pour la mairie          | Vote | %     |
| --------------------------------- | ---- | ----- |
| Carol Dubé                        | 310  | 71,43 |
| Patricia Domingos                 | 124  | 28,57 |
| Nombre d'électeurs inscrits : 767 |      |       |

### Sainte-Madeleine
| Candidats pour la mairie | Vote            | %               |
| ------------------------ | --------------- | --------------- |
| Marcel Bates             | Sans opposition | Sans opposition |

### Sainte-Marie-Madeleine
| Candidats pour la mairie | Vote            | %               |
| ------------------------ | --------------- | --------------- |
| Simon Lacombe            | Sans opposition | Sans opposition |

### Sainte-Marthe
| Candidats pour la mairie          | Vote | %     |
| --------------------------------- | ---- | ----- |
| Aline Guillotte                   | 302  | 75,88 |
| Cécile Gosselin                   | 96   | 24,12 |
| Nombre d'électeurs inscrits : 883 |      |       |

### Sainte-Martine
| Candidats pour la mairie | Vote            | %               |
| ------------------------ | --------------- | --------------- |
| François Candau          | Sans opposition | Sans opposition |

### Sainte-Sabine
| Candidats pour la mairie | Vote            | %               |
| ------------------------ | --------------- | --------------- |
| Laurent Phoenix          | Sans opposition | Sans opposition |

### Sainte-Victoire-de-Sorel
| Candidats pour la mairie | Vote            | %               |
| ------------------------ | --------------- | --------------- |
| Solange Cournoyer        | Sans opposition | Sans opposition |

### Salaberry-de-Valleyfield
| Candidats pour la mairie             | Vote  | %     |
| ------------------------------------ | ----- | ----- |
| Denis Lapointe                       | 8 833 | 71,10 |
| Sylvain Guérin                       | 3 591 | 28,90 |
| Nombre d'électeurs inscrits : 31 164 |       |       |

### Shefford
| Candidats pour la mairie | Vote            | %               |
| ------------------------ | --------------- | --------------- |
| Yves Gosselin            | Sans opposition | Sans opposition |

### Sorel-Tracy
| Partis                               | Partis                                   | Candidats pour la mairie | Vote  | %     |
| ------------------------------------ | ---------------------------------------- | ------------------------ | ----- | ----- |
|                                      | Indépendant                              | Marcel Robert            | 7 522 | 51,28 |
|                                      | Indépendant                              | Émile Parent             | 4 682 | 31,92 |
|                                      | Indépendant                              | André Mandeville         | 2 172 | 14,81 |
|                                      | Groupe succès vie municipale Sorel-Tracy | Marie-France Cordeau     | 293   | 1,99  |
| Nombre d'électeurs inscrits : 28 383 |                                          |                          |       |       |

### Terrasse-Vaudreuil
| Candidats pour la mairie | Vote            | %               |
| ------------------------ | --------------- | --------------- |
| André Reynolds           | Sans opposition | Sans opposition |

### Très-Saint-Rédempteur
| Candidats pour la mairie | Vote            | %               |
| ------------------------ | --------------- | --------------- |
| Jean Lalonde             | Sans opposition | Sans opposition |

### Très-Saint-Sacrement
| Candidats pour la mairie | Vote            | %               |
| ------------------------ | --------------- | --------------- |
| Albert Billette          | Sans opposition | Sans opposition |

### Upton
| Candidats pour la mairie | Vote            | %               |
| ------------------------ | --------------- | --------------- |
| Yves Croteau             | Sans opposition | Sans opposition |

### Varennes
| Partis                               | Partis                                              | Candidats pour la mairie | Vote  | %     |
| ------------------------------------ | --------------------------------------------------- | ------------------------ | ----- | ----- |
|                                      | Équipe Michel Tremblay/Parti du renouveau municipal | Michel Tremblay          | 2 878 | 37,11 |
|                                      | Action Varennes                                     | René Mathieu             | 1 951 | 25,15 |
|                                      | Option citoyens - Varennes                          | Françoys Malo            | 1 938 | 24,99 |
|                                      | Parti civique de Varennes                           | Lorraine Laperrière      | 989   | 12,75 |
| Nombre d'électeurs inscrits : 15 177 |                                                     |                          |       |       |

### Vaudreuil-Dorion
| Candidats pour la mairie | Vote            | %               |
| ------------------------ | --------------- | --------------- |
| Guy Pilon                | Sans opposition | Sans opposition |

### Vaudreuil-sur-le-Lac
| Candidats pour la mairie          | Vote | %     |
| --------------------------------- | ---- | ----- |
| Claude Pilon (Sortant)            | 485  | 75,31 |
| Daniel Brassard                   | 159  | 24,69 |
| Nombre d'électeurs inscrits : 909 |      |       |

### Venise-en-Québec
| Candidats pour la mairie            | Vote | %     |
| ----------------------------------- | ---- | ----- |
| Jacques Landry                      | 428  | 51,20 |
| Lise Berry                          | 276  | 33,01 |
| Serge Corriveau                     | 132  | 15,79 |
| Nombre d'électeurs inscrits : 1 308 |      |       |

### Verchères
| Candidats pour la mairie            | Vote  | %     |
| ----------------------------------- | ----- | ----- |
| Claude Fradet                       | 1 570 | 66,38 |
| Jacques Moreau (Sortant)            | 657   | 27,78 |
| Hervé L. Hamel                      | 138   | 5,84  |
| Nombre d'électeurs inscrits : 4 045 |       |       |

### Warden
| Candidats pour la mairie | Vote            | %               |
| ------------------------ | --------------- | --------------- |
| Christian L. Rompré      | Sans opposition | Sans opposition |

### Waterloo
| Candidats pour la mairie            | Vote  | %     |
| ----------------------------------- | ----- | ----- |
| Pascal Russell                      | 1 604 | 78,32 |
| L. Paul Masse                       | 444   | 21,68 |
| Nombre d'électeurs inscrits : 3 226 |       |       |

### Yamaska
| Candidats pour la mairie | Vote            | %               |
| ------------------------ | --------------- | --------------- |
| Denis Léveillée          | Sans opposition | Sans opposition |